# Aristide Bègue
Aristide Bègue (Beauvais, 16 de agosto de 1994) es un deportista francés que compite en biatlón. Ganó una medalla de bronce en el Campeonato Europeo de Biatlón de 2019, en el relevo individual.

## Palmarés internacional
| Campeonato Europeo | Campeonato Europeo           | Campeonato Europeo | Campeonato Europeo      |
| Año                | Lugar                        | Medalla            | Prueba                  |
| ------------------ | ---------------------------- | ------------------ | ----------------------- |
| 2019               | Minsk-Raubichi (Bielorrusia) | Medalla de bronce  | Relevo mixto individual |